# Masami Kuwashima
Masami Kuwashima (桑島正美?, Kuwashima Masami; Kumagaya, 14 settembre 1950) è un ex pilota automobilistico giapponese.

## Carriera
Dopo una buona carriera nelle serie minori nipponiche nel 1972 si trasferisce in Europa dove coglie dei buoni risultati nella Formula 3.
Nel 1974 passa alla Formula 2 con una March semiufficiale, cogliendo un terzo posto nella Kanonloppet, disputata sul Circuito di Karlskoga. Nello stesso anno giunge secondo nel Gran Premio della JAF, gara valida per la F2000 giapponese. Anche nel 1975 prende parte a due gare della F2000 nipponica, dove ottiene altri due secondi posti.
Nel 1976 viene ingaggiato dalla RAM per correre il Gran Premio di casa di Formula 1 con una Brabham privata. Problemi giudiziari fermeranno però l'arrivo della RAM al circuito del Fuji. Kuwashima però, grazie al suo sponsor, otterrà dalla Wolf-Williams di sostituire Hans Binder nelle prove del venerdì. Lo scarso risultato ottenuto e la sparizione dello sponsor fanno sì che la Wolf decida di rimettere Binder al volante della vettura sia nelle prove del sabato che nella gara della domenica.
Kuwashima non avrà più la possibilità di correre nella massima serie motoristica e si accontenterà di disputare il campionato nazionale di Formula 2000 e poi Formula 2. Nel 1976 giunge undicesimo nella classifica generale, mentre l'anno seguente ha la sua miglior stagione, ove chiude quinto, dopo aver ottenuto un secondo posto nel Suzuka Diamond Trophy.
Nel 1978 è ancora undicesimo, mentre nel 1979 è dodicesimo, senza risultati di grande rilievo.

## Risultati completi in F1
| 1976 | Scuderia | Vettura |  |  |  |  |  |  |  |  |  |  |  |  |  |  |  |    | Punti | Pos. |
| ---- | -------- | ------- |  |  |  |  |  |  |  |  |  |  |  |  |  |  |  | -- | ----- | ---- |
| 1976 | Wolf     | P308    |  |  |  |  |  |  |  |  |  |  |  |  |  |  |  | NP | 0     |      |

| Legenda | 1º posto     | 2º posto | 3º posto    | A punti         | Senza punti/Non class.  | Grassetto – Pole position Corsivo – Giro più veloce |
| Legenda | Squalificato | Ritirato | Non partito | Non qualificato | Solo prove/Terzo pilota | Grassetto – Pole position Corsivo – Giro più veloce |